# Lovorov vijenac
Lovorov vijenac je trijumfalni vijenac od lovorovog lišća, koji se dodjeljivao pobjednicima u antičko vrijeme. Nosili su ga olimpijski pobjednici, carevi, pjesnici i učenjaci. Sastoji se od kruga lovorovih grančica. Lovor je simbol pobjede, vječnosti i besmrtnosti. Rimski carevi imali su oko glave lovorov vijenac od zlatnih listića.
U antičkoj Grčkoj, dobivali su ga pobjednici na Olimpijskim igrama umjesto zlatnih, srebrnih i brončanih medalja. Lovorov vijenac predstavljao je najveću slavu za grčke duše. Iako je lovorov vijenac bio bez materijalne vrijednosti, imao je vrlo posebno značenje za športaše. Kada bi došli u neki grad, primili su ih s velikim poštovanjem te im radili kipove u čast. U grčkoj mitologiji bio je simbol grčkog boga Apolona. U drevnoj Ateni, lovorov vijenac zamijenjen je vijencem od maslinovih grančica, jer je maslina bila simbol grada.
Lovorov vijenac i lovor, postali su simboli pobjede, posebno na Olimpijskim igrama. Tako su na Olimpijskim igrama u Grčkoj 2004., pobjedinici dobivali i lovorove vijence.
Ponekad su se radili i vijenci od sličnih biljaka kao što su lovorvišnja i širokolisna veprina.
Lovorov vijenac dodjeljivao se i učenjacima, pjesnicima u nekim sredinama poput renesansne Italije. Tako se npr. talijanski pjesnik Dante Alighieri može vidjeti na slikama s lovorovim vijencem oko glave. Pojam "laureat" potječe od lovorovog vijenca. U nekim zemljama, diplomanti nakon završetka studija prilikom dobivanja diplome primaju lovorove vijence.
Lovorov vijenac je čest motiv u arhitekturi, proizvodnji namještaja i dizajnu odjeće.